# Burgo podrido

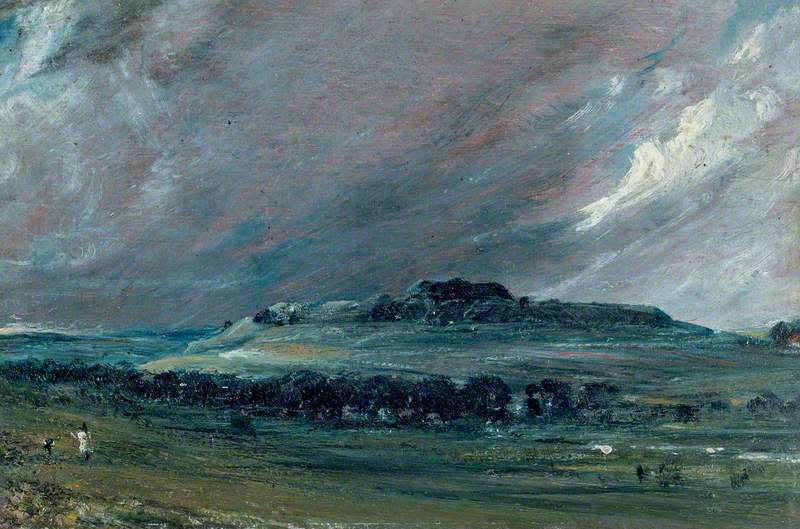
Old Sarum en Wiltshire, una columna deshabitada que hasta 1832 eligió a dos Miembros del Parlamento, en una pintura de John Constable de 1829

Burgo podrido (en inglés: rotten borough) es un concepto aplicable a aquella circunscripción electoral de muy poca población, a la cual el sistema electoral otorga tantos cargos en el parlamento, como a otras que tienen una población muy superior. Ello produce una gran distorsión en la representación, y propicia el fraude electoral y el clientelismo, por ejemplo, la compra de votos. 
El origen de la denominación proviene de ciertos distritos que enviaban diputados al Parlamento británico hasta el siglo XIX, especialmente los de la pequeña región de Cornualles (Cornish rotten boroughs), que elegían en total 42 miembros del parlamento, prácticamente los mismos que toda Escocia. Con el nombre de pocket borough se denominaba a los distritos que estaban "en el bolsillo" de patrones o "caciques", que tenían en sus manos el nombramiento de miembros del parlamento, sin oposición posible.
Los boroughs (burgos) eran poblaciones a las que se había otorgado una Royal Chart (Carta Real) que les daba  derecho a elegir a dos miembros de la Cámara de los Comunes. Las circunscripciones y sus fronteras se mantuvieron invariables por siglos, aun cuando sus poblaciones crecían o desaparecían. Así por ejemplo, Old Sarum, que en el siglo XII era una ciudad catedralicia, había sido abandonada con el tiempo, en beneficio de la próxima ciudad de Salisbury, de fundación posterior. No obstante, esa circunscripción conservó sus dos miembros. Muchos de estos burgos podridos estaban controlados por nobles que utilizaban la posibilidad de mandar al Parlamento a quien desearan para beneficiar a sus familiares o amigos, y con ello complementar la influencia que ya tenían por el puesto al que tenían derecho por nacimiento en la Cámara de los Lores.
Entre los casos más claros estaban Old Sarum (Wiltshire, 3 casas y 7 electores), East Looe (Cornwall, 167 casas y 38 electores), Dunwich (Suffolk, 44 casas y 32 votantes -la mayor parte de esta ciudad anteriormente próspera había sido inundada por el mar-), Plympton Erle (Devon, 182 casas y 40 electores), Gatton (Surrey, 23 casas y 7 electores), Newtown (Isla de Wight, 14 casas y los 23 electores), Bramber (West Sussex 35 casas y 20 electores), Callington (Cornwall, 225 casas y 42 electores).
La Reform Act de 1832 desposeyó de su representación parlamentaria a un total de 57 burgos podridos, redistribuyendo su representación en los nuevos centros de población que se habían convertido en importantes ciudades con la Revolución industrial.
| - Aldborough, North Riding of Yorkshire - Aldeburgh, Suffolk - Amersham, Buckinghamshire - Anstruther, Fife - Appleby, Westmorland - Beeralston, Devon - Bishop's Castle, Shropshire - Bletchingley, Surrey - Boroughbridge, North Riding of Yorkshire - Bossiney, Cornwall - Brackley, Northamptonshire - Bramber, Sussex - Callington, Cornwall - Camelford, Cornwall - Castle Rising, Norfolk - Corfe Castle, Dorset - Downton, Wiltshire - Dunwich, Suffolk - East Grinstead, Sussex - East Looe, Cornwall - Fowey, Cornwall - Gatton, Surrey - Great Bedwyn, Wiltshire - Haslemere, Surrey - Hedon, East Riding of Yorkshire - Heytesbury, Wiltshire - Higham Ferrers, Northamptonshire - Hindon, Wiltshire - Ilchester, Somerset | - Lostwithiel, Cornwall - Ludgershall, Wiltshire - Milborne Port, Somerset - Minehead, Somerset - Mitchell, or St Michael's, Cornwall - New Romney, Kent - Newport, Cornwall - Newton, Lancashire - Newtown, Isle of Wight - Okehampton, Devon - Old Sarum, Wiltshire - Orford, Suffolk - Plympton Erle, Devon - Queenborough, Kent - Saltash, Cornwall - Seaford, Sussex - St Germans, Cornwall - St Mawes, Cornwall - Steyning, Sussex - Stockbridge, Hampshire - Tregony, Cornwall - West Looe, Cornwall - Wendover, Buckinghamshire - Weobley, Herefordshire - Whitchurch, Hampshire - Winchelsea, Sussex - Wootton Bassett, Wiltshire - Yarmouth, Isle of Wight |

La Ballot Act de 1872 introdujo el voto secreto, lo que significó una nueva pérdida de influencia de las redes clientelares que determinaban el voto cautivo, lo que obstaculizó enormemente a los patronos el poder de controlar las elecciones, al impedirles saber cómo había votado un elector. Al mismo tiempo, se prohibió la práctica del treating, que consistía en ofrecer algún tipo de pago, consumición o entretenimiento a los votantes. Con ello el coste de las campañas electorales descendió fuertemente.

## Cultura popular

### Literatura
- En la novela satírica Melincourt, o Sir Oran Haut-Ton (1817) de Thomas Love Peacock, un orangután llamado Sir Oran Haut-Ton es elegido para el parlamento por el "antiguo y honorable distrito de Onevote". La elección de Sir Oran forma parte del plan del héroe para persuadir a la civilización de que comparta su creencia de que los orangutanes son una raza de seres humanos que simplemente carecen del poder del habla. "El distrito de Onevote estaba en medio de un páramo y consistía en una granja solitaria, cuya tierra era tan pobre e intratable que no habría valido la pena que ningún ser humano la cultivara si el duque de Rottenburgh no hubiera considerado que valía la pena pagar a su inquilino por vivir allí, para mantener en existencia al honorable distrito". El único votante del distrito, el señor Christopher Corporate, elige a dos diputados, cada uno de los cuales "sólo puede considerarse como el representante de la mitad de él".
- En las novelas parlamentarias de Anthony Trollope, los distritos electorales de bolsillo son un tema recurrente. John Grey, Phineas Finn y Lord Silverbridge son elegidos por distritos electorales de bolsillo.
- En el capítulo 7 de la novela Vanity Fair (publicada entre 1847 y 1848), el autor William Makepeace Thackeray presenta el distrito ficticio de "Queen's Crawley", llamado así en honor a una escala en la pequeña ciudad de Crawley, en Hampshire, por parte de la reina Isabel I, quien, encantada con la calidad de la cerveza local, elevó de inmediato la pequeña ciudad de Crawley a la categoría de distrito, otorgándole dos miembros en el Parlamento. En la época de la historia, ambientada a principios del siglo XIX, el lugar había perdido población, por lo que había "llegado a esa condición de distrito que solía denominarse podrido". Queen's Crawley reaparece en The Virginians de Thackeray (publicada entre 1857 y 1859).
- En la novela de Charles Dickens Nuestro común amigo (1864-1865), un distrito llamado "Pocket-Breaches" elige al Sr. Veneering como su diputado.
- La novela Rotten Borough fue una historia controvertida publicada por Oliver Anderson bajo el seudónimo de Julian Pine en 1937 y republicada en 1989.
- En el libro de Diana Wynne Jones The Merlin Conspiracy de 2003, Old Sarum aparece como un personaje, con una línea que dice "Soy un distrito podrido, lo soy".
- En la serie de cuentos de marineros Aubrey-Maturin, el distrito de Milport (también conocido como Milford) está inicialmente en manos del general Aubrey, el padre del protagonista Jack Aubrey. En la duodécima novela de la serie, The Letter of Marque (1988), el padre de Jack muere y el escaño le es ofrecido al propio Jack por su primo Edward Norton, el "propietario" del distrito. El distrito tiene solo diecisiete electores, todos ellos inquilinos del señor Norton.
- En la primera novela de la serie The Flashman Papers de George MacDonald Fraser, de 1969, el antihéroe homónimo, Harry Flashman, menciona que su padre, Buckley Flashman, había estado en el Parlamento, pero "lo derrotaron en la Reforma", lo que implica que el mayor de los Flashman había representado a un distrito prodrido o de bolsillo.

### Televisión
- En el episodio "Dish and Dishonesty" de la comedia televisiva de la BBC Blackadder the Third, Edmund Blackadder intenta aumentar el apoyo al Príncipe Regente en el Parlamento al lograr que el incompetente Baldrick sea elegido para el distrito ficticio de Dunny-on-the-Wold (probablemente una referencia a Dunwich, ya que "dunny" también es un término del argot que significa "inodoro" en inglés australiano o "idiota" en un dialecto del inglés británico obsoleto). Lo logró fácilmente con un resultado de 16.472 a cero, a pesar de que el distrito electoral tenía solo un votante (el propio Blackadder).[12]

### Videojuegos
- El videojuego Assassin's Creed III menciona brevemente los distritos de bolsillo y podridos en una entrada de la base de datos titulada "Distritos de bolsillo", y Old Sarum es identificado como uno de los peores ejemplos de distrito de bolsillo. En el juego, poco antes de la Masacre de Boston, se puede escuchar a un personaje no jugador (PNJ) hablando con un grupo de personas sobre la falta de representación de las colonias en el Parlamento y enumerando varios distritos de bolsillo, incluido Old Sarum.